# Contro i cristiani
Contro i cristiani (Adversus Christianos) è un trattato della fine del III secolo scritto dal filosofo neoplatonico Porfirio di Tiro, che critica le contraddizioni degli scritti di filosofi e teologi cristiani. Il trattato sopravvive in frammenti citati proprio da apologisti e Padri della Chiesa.

## Origine e tradizione
Porfirio fu uditore di Origene in gioventù, in quanto il teologo alessandrino si era trasferito a Cesarea (in Palestina) già nel 231. In tarda età, in Sicilia, maturò una fiera avversione per il cristianesimo, il che lo portò a scrivere il Contro i cristiani forse anche, stando a Lattanzio, in funzione della politica anticristiana di Diocleziano.
Secondo la Suda si componeva di 15 libriː all'epoca di Costantino il Grande i suoi scritti furono bruciati, divenendo rari, e l'imperatore definì gli eretici ariani come seguaci di Porfirio e il testo venne in seguito bandito sotto l'imperatore Teodosio II e pubblicamente bruciato nel 435 d.C. e di nuovo nel 448, tanto che, come detto, ne rimangono solo diversi frammenti recuperati grazie a testi latini e greci che ne hanno riportato alcune citazioni.

## Struttura
Dell'opera è difficile ricostruire l'ordine tematico dei libri, di cui abbiamo scarne attestazioni. Risulta, dunque, seguendo Harnack, più semplice parlare dell'attacco porfiriano a livello tematico, iniziando dal fatto che il filosofo parta dall'assunto che i cristiani sono atei, né Elleni, né Barbari, ma anarchici.
La critica del carattere e dell’affidabilità degli evangelisti e degli apostoli è il principio della critica del cristianesimo, che prosegue poi con la critica del Vecchio Testamento e si concentra sugli atti e le parole di Gesù. Porfirio attaccava, poi, la dogmatica. E si soffermava sulla Chiesa a lui contemporanea, affermando che i cristiani contemporanei dimostravano di non possedere la prova evangelica della fede; la stessa cosa valeva per i sacerdoti contemporanei, in chiese guidate praticamente dalle donne («Le matrone e le donne sono il vostro senato, regnando nelle chiese e dove il favore delle donne decide i passi [della promozione] del sacerdozio» - fr. 97).

## Temi
Più specificatamente, Porfirio cita la Prima lettera ai Corinzi di Paolo di Tarso: «E tali eravate alcuni di voi, ma siete stati lavati, siete stati santificati, siete stati giustificati nel nome del signore Gesù Cristo e nello Spirito del nostro Dio». Ma, si chiede Porfirio, com'è possibile che un uomo possa lavarsi in questo modo da tante macchie e diventare puro (katharos)? Com'è possibile che con dell'acqua (con il battesimo) un uomo possa eliminare le proprie colpe e responsabilità? Com'è possibile che «fornicazione, adulterio, ubriachezza, furto, pederastia, veneficio e infinite cose basse e disgustose» siano così facilmente eliminate «come un serpente depone le vecchie squame»? A questo punto «chi non vorrebbe commettere ogni sorta di nefandezza, sapendo che otterrà attraverso il battesimo il perdono dei suoi crimini?».
La filosofia dei cristiani, secondo Porfirio, incita all'illegalità e toglie efficacia alla legge e alla giustizia stessa; introduce una forma di convivenza illegale e insegna agli uomini a non avere timore dell'empietà: quindi nel Cristianesimo «chi è onesto non viene chiamato». In questo Porfirio può essere percepito come un continuatore della tradizione filosofica già rimontante a Celso. Tuttavia, sant'Agostino elogia Porfirio nel De Civitate Dei per aver elaborato una dottrina della grazia e per aver affermato l'esistenza di due principi (Dio Padre e Dio Figlio), che il Figlio è la Mente o Intelletto del Padre, e che tra i due si colloca in terzo principio, costituendo tre dei. Pur cadendo in un triteismo politeista, i tre dei di Porfirio si relazionavano in qualche misura con la Trinità cristiana.